# 1984 (álbum de Hugh Hopper)
1984 es el álbum debut del bajista inglés Hugh Hopper. Los nombres de las canciones están tomados de los ministerios que aparecen en la novela 1984 de George Orwell.

## Lista de canciones
1. «Miniluv»
2. «Minipax I»
3. «Minipax II»
4. «Minitrue»
5. «Miniplenty»
6. «Minitrue [Reprise]»[1][2]

## Personal
- Hugh Hopper – compositor, productor, bajo, percusión, mellophone, piano, campanas, voz, saxofón soprano
- John Marshall – batería, percusión
- Pye Hastings – guitarra
- Lol Coxhill - saxofón soprano
- Gary Windo - saxofón tenor
- Malcolm Griffiths - trombón
- Nick Evans - trombón